# اندی براون (بازیکن فوتبال، زاده ۱۹۱۵)
اندی براون (انگلیسی: Andy Brown; ۲۰ فوریهٔ ۱۹۱۵ – ۱۹۷۳ (۵۷−۵۸ سال)) بازیکن فوتبال در پست مهاجم اهل اسکاتلند بود.

## باشگاهی
از باشگاه‌هایی که در آن بازی کرده‌است می‌توان به باشگاه فوتبال کاردیف سیتی، باشگاه فوتبال کولچستر یونایتد و باشگاه فوتبال تورکی یونایتد اشاره کرد.